# Cuatrobrazos
Cuatrobrazos es un Tetramand y personaje Ficticio de la famosa serie Ben 10 del planeta Khoros.

## Etimología
Su nombre refleja su anatomía, haciendo referencia a la cantidad de brazos que posee.

## Características y uso
Es un Tetramand ("Tetra" significa Cuatro y "Mand" significa Brazos). Del planeta Khoros (pronunciado Ko-rus), mide cerca de 3 metros de alto, es muy fuerte, es el tercer alien más fuerte que conoce Ben (el segundo es Humongosario y el primero es Muy Grande). Es rojo con una camisa blanca con una franja negra, tiene el símbolo del Omnitrix en el brazo izquierdo, tiene dos dedos en cada pie, tiene cuatro ojos, y obviamente tiene cuatro brazos, en esa raza las hembras no son de un color rojo tan claro, más bien son de un color más oscuro, como Tiny o Gwen cuando consigue el Omnitrix. Cuatrobrazos es el alien que Ben siempre escoge cuando tiene que luchar o aplastar algo, ya que va más al estilo de Ben, con la fuerza bruta, aunque cada vez que le selecciona aparece el alienígena erróneo, por lo general cuando intenta transformar en él, se convierte en Materia Gris. Este suceso se refleja también en el juego en línea El dispositivo alienígena.
Apareció por primera vez en el episodio Aprendiendo a ser Héroe cuando necesitaba pelear contra un mamut. 
Omnitrix: En el hombro. En el futuro lo tiene en el pecho.

## Apariciones

### EnBen 10
Apareció por primera vez en el episodio Aprendiendo a ser Héroe, peleando con el mamut mutante del Dr. Ánimo, pelea de la cual salió victorioso.

### Películas
Apareció en Ben 10: El Secreto del Omnitrix cuando Ben se transforma en este para salvar a Gwen de los Floraunas de Zenón pero sin tener Éxito.

### Reclames de Cartoon Network
- En la promoción de Total drama island se le ve tocando varios instrumentos a la vez.
- En el reclame de hacemos lo que queremos aparece cuando Ben se transforma en él, luego un robot se transforma en una fusión de él y el robot, por último un perro se transforma en él.

## Ventajas y desventajas

### Habilidades
- Fuerza sobrenatural.
- Piel extremadamente gruesa y armada.
- Gran resistencia.
- Salta a grandes distancias.
- Crea ondas sónicas aplaudiendo con sus cuatro manos a la vez.

### Debilidades
- Agilidad limitada debido a su gran masa muscular.
- Problemas con aberturas pequeñas.
- Desarrolla colmenas acres en sus axilas al sufrir un resfriado.

## EnSupremacía Alienígena
Cuatro Brazos regresa en el episodio "Videogames" donde pelea contra Ssserpent. Sus cambios son:
- Sus guantes desaparecen.
- El Omnitrix en el pecho.
- Los ojos verdes.
- Más altura.
- Su ropa cambia, siendo ahora una cruz dorada en el pecho, calzones negros, cinturón, muñequeras y tobilleras doradas.
- Tiene el pelo más largo y atado con una coleta.

- Datos: Q5793415